# 謝恵連
謝 恵連（しゃ けいれん、397年もしくは407年 - 433年）は、南朝宋の文学者。本貫は陳郡陽夏県。詩人としては、族兄の謝霊運の「大謝」に対し、「小謝」と併称され、後世では南朝斉の謝朓とあわせて「三謝」とも呼ばれる。

## 経歴
謝方明の子として生まれた。幼くして聡明で、10歳で文章を作ることができたといわれる。何長瑜に学問の手ほどきを受けた。恵連は遊び好きで父の方明には評価されなかったが、族兄の謝霊運は恵連の文才を高く評価し、彼や何長瑜や荀雍・羊璿之らとともに詩文の集いを開き、山水に遊んだ。世間は彼らを「四友」と呼んだ。恵連は豫州に主簿として召されたが、就任しなかった。
会稽郡吏の杜徳霊と男色関係にあり、父の喪中にもかかわらず、彼に五言詩十数首を贈った。これが世間に知られたため、恵連は罪に問われて遠地に流され、官界で栄達することができなかった。尚書僕射の殷景仁は謝恵連の文才を愛していたので、彼を弁護して「臣が小児のとき、世にこの文（詩）があるのを見ました。論者がこれを謝恵連のものとするのは間違いです」と文帝に言上し、文帝は「もしそのとおりならば、すぐに取り立ててやるべきだ」と言った。元嘉7年（430年）、彭城王劉義康の下で司徒法曹参軍となった。ときに劉義康の治める東府城の堀の中から古い墓が発見され、これを改葬することとなり、恵連が祭文を作ったが、その文章のたいへん美しいことで知られた。また「雪賦」を作り、やはり格調高い美文で知られた。
元嘉10年（433年）、死去した。男子はなかった。

## 伝記資料
- 『宋書』巻53 列伝第13
- 『南史』巻19 列伝第9
- 興膳宏編『六朝詩人伝』（大修館書店、2000年）